# Herb gminy Sobolew
Herb gminy Sobolew – jeden z symboli gminy Sobolew, ustanowiony 12 stycznia 2006.

## Wygląd i symbolika
Herb przedstawia na tarczy w polu czerwonym, złoty dąb z szesnastoma liśćmi i srebrną szablą nad nim.
Symbolika herbu odwołuje się do wydarzeń historycznych rozgrywających się na terenie gminy w czasie insurekcji kościuszkowskiej. Znajduje się tam kopiec upamiętniający pojmanie Tadeusza Kościuszki przez wojska rosyjskie, 10 października 1794 roku, po przegranej bitwie pod Maciejowicami. Przed bitwą Kościuszko odpoczywał pod drzewem z którego pnia wykonano później pomnik. Dąb symbolizuje także przyrodę gminy Sobolew, a także wytrwałość mieszkańców w pracy na rzecz lepszego jutra, co widać w złotym kolorze drzewa. Dąb posiada 16 liści ponieważ tyle właśnie wsi znajduje się w gminie.